# Ueda Naomicsi
Ueda Naomicsi (Kumamoto, 1994. október 24. –) japán labdarúgó, az élvonalbeli Kasima Antlers hátvédje.

## Pályafutása

### A válogatottban
Tagja volt a 2016-os Rio de Janeiró-i olimpián részt vevő japán U23-as válogatottnak. 2017 óta 18 alkalommal szerepelt a japán válogatottban és egy gólt szerzett.